# Andy Griffith
Andrew Samuel Griffith (1. června 1926 Mount Airy, Severní Karolína, USA – 3. července 2012 Manteo, Severní Karolína, USA) byl americký herec, režisér, zpěvák a filmový producent. V letech 1961–1968 připravoval pořad The Andy Griffith Show a v letech 1986–1995 pořad Matlock. V roce 2005 mu byla udělena Prezidentská medaile svobody.